# Mount Vision
Mount Vision ist ein Berggipfel auf Black Island im antarktischen Ross-Archipel. Er ragt im Vulkangebiet 1,5 km nordwestlich von Mount Aurora auf.
Teilnehmer der von 1958 bis 1959 dauernden Kampagne im Rahmen der New Zealand Geological Survey Antarctic Expedition benannten ihn nach der imposanten Aussicht, die sich von hier auf den Ross-Archipel und das Gebiet um das Minna Bluff bietet.